# Otto Wilhelm De Geer
Otto Wilhelm De Geer af Tervik, född 23 december 1710 i Godegårds församling, Östergötlands län, död 28 mars 1769 i Stockholm, var en svensk friherre och riksråd. Han var sonsons son till Louis De Geer (1587–1652) och far till Robert Wilhelm De Geer.

## Biografi
De Geer studerade vid Uppsala universitet, blev 1732 fänrik vid Livgardet och var några år i utländsk krigstjänst. Liksom så många andra yngre officerare brann han av iver för krig mot Ryssland och var vid 1738–1739 års riksdag en av Hattpartiets ivrigaste anhängare. Under finska kriget utmärkte sig De Geer bland dem som hänsynslösast drev politik i lägret och bidrog till att undergräva disciplinen. År 1743 befordrades De Geer till kapten och förflyttades 1749 som överstelöjtnant till Dalregementet. Efter Adolf Fredriks tronbestigning närmade sig De Geer hovet, som vars vapendragare han uppträdde vid 1751–1752 års riksdag.
Genom sitt giftermål blev De Geer en stor godsägare i Finland och 1757 blev han landshövding i Savolax och Kymmenegårds län. Under de följande åren övergick De Geer till det uppåtsträvande yngre Mösspartiet och förfäktade vid riksdagen 1765–1766 dess intressen med lika stor hänsynslöshet som han förut gått hattarnas ärenden. Inom sekreta utskottet yrkade han att nio av Hattpartiets riksråd skulle avsättas. Efter hattregeringens fall belönades han själv med en av de lediga platserna i rådet (1765) och friherrlig värdighet ("De Geer af Tervik", 1766). Inom den nya mössregeringen spelade De Geer för övrigt ingen större roll, men han var en av partiets mest trogna och stridbara män, motsatte sig hårdnackat under Decemberkrisen 1768 Adolf Fredriks fordran på riksdagens sammankallande trots konungens tronavsägelse och lär ha försträckt sitt parti penningar i den följande valstriden. Han slapp att uppleva den nya partivälvningen, i det att han avled innan den ägde rum.

### Familj
De Geer gifte sig 22 oktober 1745 med Anna Dorotea Muhl (1728–1778), dotter till generallöjtnanten Robert Muhl och grevinnan Anna Charlotta Taube. De fick tillsammans barnen Anna Charlotta De Geer (1747–1796) som var gift med överstelöjtnanten Georg Brunow Christina Vilhelmina De Geer (1749–1749), Robert Vilhelm De Geer (1750–1820), Dorotea Christina De Geer (1752–1784) som var gift med hovrättsrådet Johan Gabriel Anrep, Fredrika Vilhelmina De Geer (1753–1776) som var gift med överstelöjtnanten Otto Christer Boije af Gennäs och Ottiliana Ulrika De Geer (1760–1798) som var gift med majoren, ståthållaren, friherre Bernt Magnus Stackelberg.